# Championnats du monde de ski de vitesse 2022
Navigation
Vars 2019 Vars 2023
Les Championnats du monde de ski de vitesse 2022 se sont déroulés à Vars (France) sous l'égide de la fédération internationale de ski. C'est la 4e fois que ces championnats du monde FIS sont organisés à Vars.
Il était envisagé au départ que ces championnats soient organisés à Grandvalira (Andorre).
Initialement prévus du 27 février au 2 mars 2021, puis décalés de 3 semaines, ils sont finalement reportés à 2022, en raison de l'incapacité à redémarrer les remontées mécaniques, liée à la fermeture des stations françaises (conséquence de la pandémie de Covid-19).
Chez les hommes, le français Simon Billy l'emporte pour la 1re fois (il était vice-champion à la dernière édition). Il est suivi par l'autrichien Manuel Kramer et par le sextuple champion du monde en titre, l'italien Simone Origone. Le français Bastien Montès (champion du monde 2017) finit à la 4e place, au pied du podium. Simon Billy remporte ainsi ce titre de Champion du monde, 26 ans après son père Philippe Billy.
Chez les dames, l'italienne Valentina Greggio remporte son 3e titre. Elle est suivie par la française Cléa Martinez qui signe son premier podium, et la championne du monde en titre, la suédoise Britta Backlund. 

## Participants
55 participants de 15 nationalités différentes
| Amerique du Nord                                              | Amerique du Nord                                          | Amerique du Nord |
| ------------------------------------------------------------- | --------------------------------------------------------- | ---------------- |
| - Canada                                                      |                                                           |                  |
| Asie                                                          |                                                           |                  |
| - Japon                                                       |                                                           |                  |
| Europe (12 pays)                                              |                                                           |                  |
| - Autriche - Belgique - Espagne - Finlande - France - Irlande | - Italie - Russie - Slovaquie - Suède - Suisse - Tchéquie |                  |
| Océanie                                                       |                                                           |                  |
| - Nouvelle-Zélande                                            |                                                           |                  |

## Piste
| Nom                | Chabrières |
| Altitude de départ | 2720 m     |
| Altitude d’arrivée | 2285 m     |
| Dénivellation      | 435 m      |
| Longueur totale    | 1200 m     |
| Longueur utile     | 670 m      |
| Pente maximum      | 0098 %     |
| Pente moyenne      | 0055 %     |

## Podiums

### Hommes
| Épreuves | Or             | Argent         | Bronze         |
| -------- | -------------- | -------------- | -------------- |
| Elite S1 | Simon Billy    | Manuel Kramer  | Simone Origone |
| Juniors  | Victor Persson | Johan Belmonte | Matias Labit   |

### Femmes
| Épreuves | Or                | Argent         | Bronze            |
| -------- | ----------------- | -------------- | ----------------- |
| Elite S1 | Valentina Greggio | Cléa Martinez  | Britta Backlund   |
| Juniors  | Pauline Sabatut   | Maëlle Loridon | Agnès Abrahamsson |

## Résultats détaillés

### Hommes S1
| Rang               | Skieur               | Vitesse     |
| ------------------ | -------------------- | ----------- |
| Médaille d'or      | Simon Billy          | 208.52 km/h |
| Médaille d'argent  | Manuel Kramer        | 206.90 km/h |
| Médaille de bronze | Simone Origone       | 206.36 km/h |
| 4                  | Bastien Montes       | 202.52 km/h |
| 5                  | Klaus Schrottshammer | 201.45 km/h |
| 6                  | Philippe May         | 200.69 km/h |
| 7                  | Michal Bekes         | 199.37 km/h |
| 8                  | Mikhail Shumilin     | 198.74 km/h |
| 9                  | Ivan Origone         | 197.83 km/h |
| 10                 | Antero Holmila       | 197.75 km/h |

|                     |
| Résultats officiels |

### Femmes S1
| Rang               | Skieuse             | Vitesse     |
| ------------------ | ------------------- | ----------- |
| Médaille d'or      | Valentina Greggio   | 201.29 km/h |
| Médaille d'argent  | Cléa Martinez       | 196.85 km/h |
| Médaille de bronze | Britta Backlund     | 193.26 km/h |
| 4                  | Hanna Matslofva     | 190.33 km/h |
| 5                  | Mathilda Persson    | 169.59 km/h |
| 6                  | Maria Visa Carol    | 184.53 km/h |
| 7                  | Lisa Fournet-Fayard | 181.67 km/h |
| 8                  | Lisa Hovland-Udén   | 165.68 km/h |

|                     |
| Résultats officiels |